# Radula affinis
Radula affinis là một loài rêu trong họ Radulaceae. Loài này được Lindenb. & Gottsche mô tả khoa học đầu tiên năm 1847.